# 今里頼子
今里 頼子（いまさと よりこ、1950年6月6日 – 1996年1月19日）は、日本の編集者、ジャーナリスト。
福岡県立福岡高等学校、西南学院大学卒業後、「キャンパス福岡」編集長などを経て、1989年（平成元年）に西日本リビング新聞社入社。福岡都市圏の生活情報紙「リビング福岡」（西日本リビング新聞社）の編集長を務めた。
九州大学教授と結婚後は福岡国際ミズの会会員ともなり、女性の地位向上を目指して広く活動した。
45歳で亡くなる。　